# Niedersteinach (Creglingen)
Niedersteinach ist ein Wohnplatz auf der Gemarkung des Creglinger Stadtteils Reinsbronn im Main-Tauber-Kreis im fränkisch geprägten Nordosten Baden-Württembergs.

## Geschichte
Der Ort wurde im Jahre 800 erstmals urkundlich als villa Steinaha erwähnt. Eine weitere urkundliche Erwähnung folgte im Jahre 1371 als Steynach under Bruneck. Auf eine möglicherweise frühere Ortsentstehung deuten fünf im 19. Jahrhundert am Ostrand des Ortes gefundene Gräber hin. Niedersteinach gehörte einst zur hohenlohischen Herrschaft Brauneck und teilte deren Geschichte. Im 14. Jahrhundert hatten die von Seldeneck, das Stift St. Burkhard in Würzburg und die Herren von Reinsbronn Besitz in Niedersteinach. Im 15. Jahrhundert hatte Stephan von Leuzenbronn und im 16. Jahrhundert die Herren von Crailsheim Besitz in Niedersteinach.
Der Ort kam als Teil der ehemals selbständigen Gemeinde Reinsbronn am 1. Februar 1972 zur Stadt Creglingen.

## Kulturdenkmale
Kulturdenkmale in der Nähe des Wohnplatzes sind in der Liste der Kulturdenkmale in Creglingen verzeichnet.

## Verkehr
Der Ort ist über die K 2875 zu erreichen. Im Ort befindet sich die gleichnamige Straße Niedersteinach. Durch Niedersteinach verläuft der Fränkische Marienweg.